# 阿尔多·德齐
阿尔多·德齐（義大利語：Aldo Dezi，1939年6月27日—），意大利男子皮划艇运动员。他曾代表意大利参加1960年夏季奥林匹克运动会皮划艇比赛，获得男子双人划艇1000米银牌。